# Grzegorz Sybilski
Grzegorz Sybilski (ur. 12 kwietnia 1961 w Łodzi) – były polski piłkarz występujący na pozycji obrońcy, grający w Łódzkim Klubie Sportowym.